# Parachromis motaguensis
Parachromis motaguensis är en fiskart som först beskrevs av Günther, 1867.  Parachromis motaguensis ingår i släktet Parachromis och familjen Cichlidae. Inga underarter finns listade i Catalogue of Life.